# Liste der Bodendenkmale in Brieskow-Finkenheerd
Die Liste der Bodendenkmale in Brieskow-Finkenheerd enthält alle Bodendenkmale der brandenburgischen Gemeinde Brieskow-Finkenheerd und ihrer Ortsteile. Grundlage ist die Veröffentlichung der Landesdenkmalliste mit dem Stand vom 31. Dezember 2020.
Die Baudenkmale sind in der Liste der Baudenkmale in Brieskow-Finkenheerd aufgeführt.
|   | Gemarkung                   | Flur             | Kurzansprache | Bodendenkmalnummer | Bemerkung | Bild |
| - | --------------------------- | ---------------- | --- | ------------------ | --------- | ---- |
| 1 | Brieskow-Finkenheerd (Lage) | 3                | Burgwall Eisenzeit, Siedlung Bronzezeit, Kultstätte Eisenzeit, Siedlung Eisenzeit, Burgwall slawisches Mittelalter, Siedlung Steinzeit, Burgwall Bronzezeit | 8056               |           |      |
| 2 | Brieskow-Finkenheerd (Lage) | 2, 3, 4, 5, 6, 8 | Dorfkern deutsches Mittelalter, Dorfkern Neuzeit | 90051              |           |      |
| 3 | Vogelsang (Lage)            | 19, 3            | Siedlung Neolithikum, Siedlung Bronzezeit | 90004              |           |      |